# Illumos
Illumos è un sistema operativo nato come sostituto a OpenSolaris dopo la dismissione di quest'ultimo da parte di Oracle.

## Storia
Illumos è stato annunciato il 3 agosto 2010 come un progetto comunitario sostenuto da alcuni sviluppatori chiave di Solaris per creare una versione completamente open source di Solaris riscrivendo le parti prive di licenza OSS con equivalenti open.
Illumos è un derivato di OS/Net (chiamato anche in gergo ON) che è il kernel di Solaris/OpenSolaris con l'aggiunta dei driver, filesystem, libreria principali e comandi base.
Uno degli obiettivi del progetto è mantenere al 100% la compatibilità con gli eseguibili compilati per Solaris ON.
Il 18 agosto 2010 Oracle ha smesso di pubblicare i sorgenti di OpenSolaris in tempo reale.

## Caratteristiche

### Origine del nome
Il nome deriva dalla parola latina "illum" (luce) e da OS (Sistema Operativo) e richiama il nome del progetto originale: Solaris.

### Organizzazione del progetto
Il progetto è temporaneamente guidato da Garrett D'Amore in un ruolo simile a quello di Linus Torvalds per Linux, sebbene l'intenzione sia di arrivare ad un gruppo di gestione basato sulla meritocrazia.
Il progetto sottolinea la propria indipendenza da aziende operanti nel settore, offrendosi come punto di riferimento per la comunità. Al momento sostengono il progetto sia alcune aziende che alcuni progetti della comunità Opensolaris: Nexenta (l'azienda che produce NexentaOS and NexentaStor), Joyent, Greenviolet, BeleniX, SchilliX, BerliOS e Everycity.